# Fist of Legend
Fist of Legend è un film del 1994 diretto da Gordon Chan.
Pellicola di Hong Kong mai uscita in Italia, è un remake di Dalla Cina con furore, film del 1972 con Bruce Lee.

## Trama
Vittima di bullismo da parte di ragazzi giapponesi per via delle sue origini cinesi, lo studente universitario Chen Zhen li sconfigge facilmente. Il loro maestro, Fumio, zio di una sua compagna di corso, si scusa per il comportamento dei suoi studenti. Fumio è colpito dalla bravura di Chen e dialoga con lui; Chen viene però a sapere che il suo maestro Huo Yuanjia è morto dopo aver perso in un match contro un artista marziale giapponese e, sconvolto per la cattiva notizia, parte per Shanghai immediatamente.